# Wydział Nauk Medycznych i Nauk o Zdrowiu Uniwersytetu Radomskiego
Wydział Nauk Medycznych i Nauk o Zdrowiu Uniwersytetu Radomskiego – jeden z ośmiu wydziałów Uniwersytetu Radomskiego kształcący w zakresie nauk medycznych oraz nauk o zdrowiu. Utworzony z dniem 1 października 2020 roku w związku z przekształceniem dotychczasowego Wydziału Nauk o Zdrowiu i Kulturze Fizycznej. 

## Historia Wydziału
Powstał w wyniku reorganizacji uczelni poprzez wydzielenie od niego Zakładu Kultury Fizycznej (ten powrócił do Wydziału Filologiczno-Pedagogicznego) oraz utworzenie Katedry Kosmetologii (tym sam przejął kształcenie na tym kierunku od zlikwidowanego Wydziału Materiałoznawstwa, Technologii i Wzornictwa). Polska Komisja Akredytacyjna wydała z dniem 25 lipca 2019 roku ocenę negatywną kierunku lekarskiego. Ten sam organ z dniem 10 października 2020 roku odrzucił wniosek uczelni o ponowne rozpatrzenie sprawy. Krajowa Rada Akredytacyjna Szkół Pielęgniarek i Położnych z dniem 14 listopada 2019 roku podjęła decyzję odmowną w sprawie udzielenia akredytacji na prowadzenie studiów na kierunku pielęgniarstwo na poziomie pierwszego i drugiego stopnia Uniwersytetowi Technologiczno - Humanistycznemu im. Kazimierza Pułaskiego w Radomiu. Ministerstwo Nauki i Szkolnictwa Wyższego podjęło w marcu 2020 roku procedurę odebrania możliwości kształcenia na kierunku medycznym z powodu negatywnej oceny PKA. W tym samym miesiącu do dymisji podał się dotychczasowy dziekan dr hab.n. med. Zbigniew Kotwica, prof. UTH Rad..

## Kierunki kształcenia
Dostępne kierunki:
- Fizjoterapia (studia jednolite magisterskie)
- Kosmetologia (studia I stopnia)
- Lekarski (studia jednolite magisterskie)
- Pielęgniarstwo (studia I i II stopnia)

## Władze Wydziału
W kadencji 2020–2024:
| Stanowisko | Imię i nazwisko                  |
| ---------- | -------------------------------- |
| Dziekan    | dr hab. Ryszard Tomasiuk         |
| Prodziekan | dr hab. inż. Emilia Klimaszewska |
| Prodziekan | dr Justyna Natora                |

## Struktura organizacyjna
| Katedra                                 | Kierownik                    |
| --------------------------------------- | ---------------------------- |
| Katedra Fizjoterapii                    | p.o. dr Marian Gawinek       |
| Katedra Kosmetologii                    | p.o. dr inż. Marta Ogorzałek |
| Katedra Pielęgniarstwa                  | p.o. dr Rena Wójcik          |
| Katedra Podstawowych Nauk Medycznych    | dr hab. Ryszard Tomasiuk     |
| Katedra Nauk Klinicznych Niezabiegowych | dr hab. Leszek Markuszewski  |
| Katedra Nauk Klinicznych Zabiegowych    | dr hab. Zoran Stojcev        |